# Euphorbia telephioides
Euphorbia telephioides är en törelväxtart som beskrevs av Alvin Wentworth Chapman. Euphorbia telephioides ingår i släktet törlar, och familjen törelväxter. Inga underarter finns listade i Catalogue of Life.